# Илюшина, Вера Романовна
Вера Романовна Илюшина (род. 23 сентября 1996 года) — российская пловчиха в ластах, заслуженный мастер спорта России.

## Карьера
Трёхкратная чемпионка мира в эстафете. Призёр чемпионатов России, Европы и мира.
Чемпионка Всемирных игр по неолимпийским видам спорта 2013 года в Кали в эстафете 4х100 м.
С Кубка мира 2015 в Познани (Польша) привезла три золота, серебро и бронзу.
На Европейских играх победила в рамках показательных выступлений и установила новый рекорд Европы в подводном плавани на 100 метров.
На чемпионате мира 2015 года завоевала два золота в эстафетах, причём в эстафете 4×100 метров наша четвёрка установила новый мировой рекорд.

## Личная жизнь
Студентка Сибирского государственного университета физической культуры и спорта.